# Desis
Genre
Synonymes
- Dandridgea White, 1849
- Robsonia O. Pickard-Cambridge, 1880
- Paradesis Pocock, 1898

Desis est un genre d'araignées aranéomorphes de la famille des Desidae.

## Distribution
Les espèces de ce genre se rencontrent en Océanie, en Asie, en Afrique et aux îles Galápagos.

## Habitat
Les espèces de ce genre se rencontrent dans l'estran.

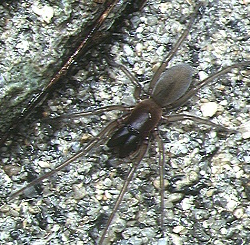
Desis japonica

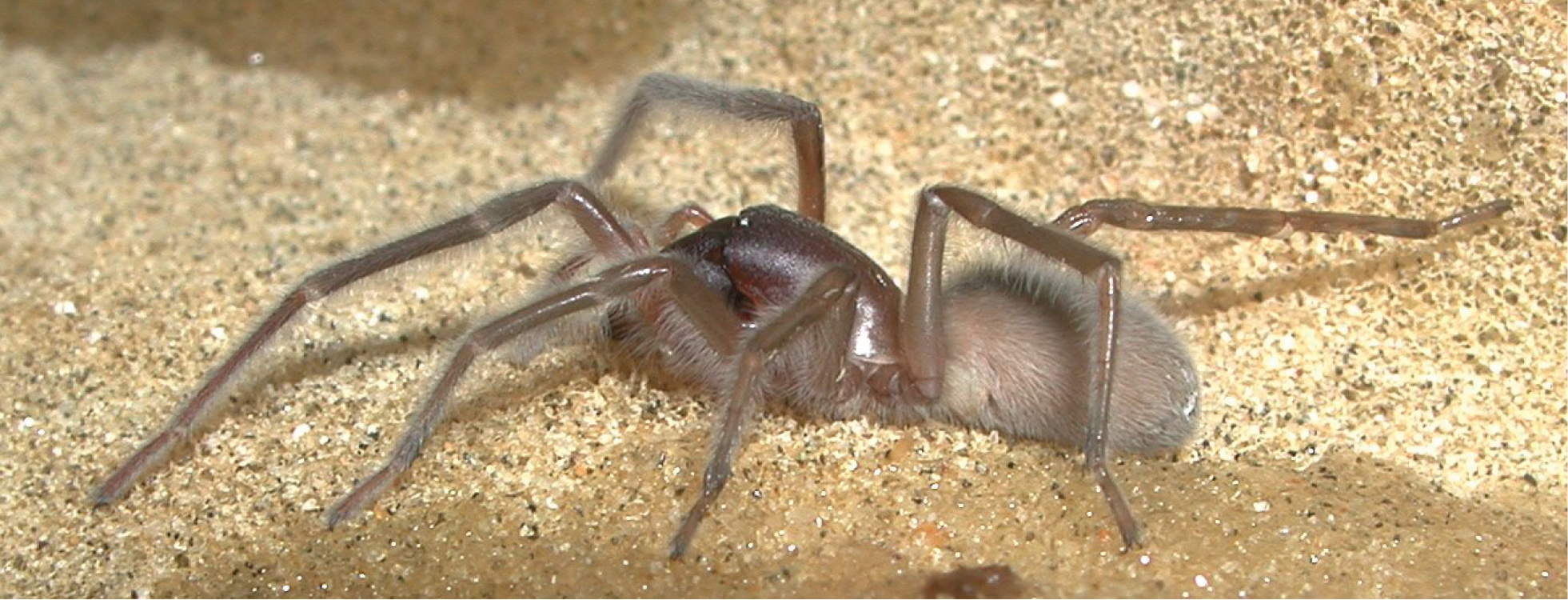
Desis bobmarleyi

## Liste des espèces
Selon World Spider Catalog (version 23.5, 23/10/2022) :
- Desis bobmarleyi Baehr, Raven & Harms, 2017
- Desis crosslandi Pocock, 1903
- Desis formidabilis (O. Pickard-Cambridge, 1891)
- Desis galapagoensis Hirst, 1925
- Desis gardineri Pocock, 1904
- Desis inermis Gravely, 1927
- Desis japonica Yaginuma, 1956
- Desis jiaxiangi Lin, Li & Chen, 2020
- Desis kenyonae Pocock, 1902
- Desis marina (Hector, 1878)
- Desis martensi L. Koch, 1872
- Desis maxillosa (Fabricius, 1793)
- Desis risbeci Berland, 1931
- Desis tangana Roewer, 1955
- Desis vorax L. Koch, 1872

## Systématique et taxinomie
Ce genre a été décrit par Walckenaer en 1837. Il est placé dans les Desidae par Pocock en 1895, dans les Agelenidae par Simon en 1898 puis dans les Desidae par Roth en 1967.
Dandridgea et Robsonia ont été placés en synonymie par Pocock en 1895.
Paradesis a été placé en synonymie par Pocock en 1902.

## Publication originale
- Walckenaer, 1837 : Histoire naturelle des insectes. Aptères. Paris, vol. 1, p. 1-682 (texte intégral).